# Paul de Wispelaere
 (décembre 2016).
Si vous disposez d'ouvrages ou d'articles de référence ou si vous connaissez des sites web de qualité traitant du thème abordé ici, merci de compléter l'article en donnant les références utiles à sa vérifiabilité et en les liant à la section « Notes et références ».
Paul de Wispelaere (né à Assebroek le 4 juillet 1928 et mort à Maldegem le 2 décembre 2016 est un écrivain, critique littéraire, essayiste et universitaire belge d’expression néerlandaise.

## Biographie
À l’issue de ses humanités classiques au collège Saint-Louis (Sint-Lodewijkscollege) de Bruges, Paul de Wispelaere entreprit des études de philologie germanique à l’université de Gand, et exerça ensuite pendant plusieurs années comme enseignant dans le secondaire, d’abord dans le faubourg anversois de Berchem, puis dans sa Bruges natale. En 1974, il soutint sa thèse de doctorat sur l’écrivain et dramaturge néerlandais Dirk Coster, et occupa jusqu’en 1992 la chaire de lettres néerlandaises à l’université d’Anvers. Il se vit décerner en 1998 le prix des lettres néerlandaises (Prijs der Nederlandse Letteren) et en 2003 le prix Isengrinus de la société Louis Paul Boon.

## Œuvre
Son œuvre comprend d’une part un grand nombre d’essais critiques et de recensions littéraires, d’autre part des œuvres de fiction (romans et nouvelles). Il était rédacteur de plusieurs revues littéraires et culturelles, en particulier des revues De tafelronde (1956-1953), Diagram (1963-1964), Komma (1965-1970) et Nieuw Vlaams Tijdschrift (1968-1983), et eut par ailleurs une activité d’anthologiste, faisant paraître en 1973 un florilège des œuvres en prose de Karel van de Woestijne, sous le titre De boer die sterft en andere verhalen, et composant en 2000 un florilège en deux parties de la prose de Herman De Coninck.
En traduction française est paru l’Alphabet calciné (titre orig. Het verkoolde alfabet), journal où l’auteur s’est employé à consigner pendant un an, à la fin des années 1980, alors qu’il résidait dans sa maison campagnarde près de Maldegem, les péripéties de sa vie, ses pensées, des éléments d’actualité, etc. Le résultat est un mélange hétéroclite, fractionné et désordonné en apparence, mais écrit dans un style extrêmement soigné et limpide, où récits de voyage, souvenirs, réflexions, faits d’actualité, évocations diverses, etc. se succèdent au gré de la plume et de la chronologie, ou par association d’idées. Y transparaissent les préoccupations de Paul de Wispelaere sur l’environnement, sur la marche du monde, sur l’art, sur la littérature, et sur sa propre œuvre. Il ne dissimule pas son déplaisir face à certaines évolutions du monde moderne, au saccage des paysages traditionnels de la Flandre par la suburbanisation envahissante, à la dégradation du langage, aux cultures frelatées, ― thématique récurrente chez l’auteur. Le temps irrévocable et ses outrages n’est certes pas le moindre des thèmes abordés, comme l’indique déjà le titre de l’ouvrage, emprunté à un long poème d’Octavio Paz, Pasado en claro, qui est une méditation sur le temps et évoque une sorte d’état pré-temporel.

## Ressources

### Œuvres
- Scherzando ma no troppo (1959) : nouvelle
- Victor J. Brunclair 1899-1944 (1960)
- Hendrik Marsman (1961) : étude littéraire
- Een eiland worden (1963) : roman
- Mijn levende schaduw (1965) : roman
- Het Perzische tapijt (1966) : recueil d’essais
- Met kritisch oog (1967) : recueil d’essais
- Facettenoog (1968) : recueil d’essais
- Paul-tegenpaul, 1969-1970 (1970) : journal d’écrivain
- Een Vlaming bekijkt Nederland (1972)
- Jan Walravens (1974)
- Een dag op het land (1976) : roman
- Louis Paul Boon, tedere anarchist. Omtrent het utopia in Vergeten Straat (1976)
- Tussen tuin en wereld (1979) : roman (couronné par le prix de la prose narrative de la Communauté flamande)
- De Literatuur van Sybren Polet (1980)
- Mijn huis is nergens meer (1982) : roman
- Brieven uit Nergenshuizen (1986) : roman
- De broek van Sartre en andere essays (1987)
- Het verkoolde alfabet (1992), trad. fr. l’Alphabet calciné (trad. par Charles Franken) : journal
- En de liefste dingen nog verder (1998) : roman
- Cuba en andere reisverhalen (2002) : impressions de voyage